# يورغ بيرغن
يورغ بيرغن (بالألمانية: Jörg Bergen)‏ (27 يونيو 1966 بمارباخ في ألمانيا - ) هو مدرب كرة قدم ولاعب كرة قدم ألماني في مركز الدفاع. لعب مع بايرن ميونخ الثاني وبايرن ميونخ وشتوتغارت كيكرز ونادي أونترهاخينغ و وStuttgarter Kickers II ‏ وSpVgg Unterhaching II ‏.

## وصلات خارجية
- يورغ بيرغن على موقع قاعدة بيانات كرة القدم.إي يو (الإنجليزية)
- يورغ بيرغن على موقع بيانات كرة القدم. دي إي (الألمانية)
- يورغ بيرغن على موقع عالم كرة القدم.نت (الإنجليزية)